# ローバー・620
620はイギリスのローバーが1993年から1999年まで生産していた4ドアセダンである。

## 沿革
- 1993年4月 - 販売開始。
- 1999年 - 生産および販売を終了。後継車両はローバー75。